# Heckelfono
Lo heckelfono (tedesco Heckelphon) è uno strumento musicale aerofono ad ancia doppia appartenente alla famiglia degli oboi. Deve il nome a Wilhelm Heckel che lo aveva fabbricato nel 1904.
Suona un'ottava sotto all'oboe ordinario ed è pressappoco un oboe tenore, ma differisce da quest'ultimo per timbro, forma ed estensione. Le partiture per questo strumento vanno scritte in chiave di violino un'ottava sopra i suoni reali.
Ha un timbro molto scuro e venne usato da Richard Strauss in Salomè, Elektra e nella Alpensinfonie.
In tempi più recenti lo strumento venne utilizzato da Paul Hindemith e da Hans Werner Henze in alcune opere orchestrali. Hanno composto per heckelfono e orchestra Hans Mielenz (Concerto per heckelphon e orchestra op. 60, composto nel 1959) e Michael Denhoff (Tableaux sombres per heckelphon e orchestra op. 60, del 1990).